# リーグシティ (テキサス州)
リーグシティ（League City）は、アメリカ合衆国テキサス州南東部に位置する都市。ヒューストンの南東、州間高速道路I-45沿いに位置し、同市の郊外都市になっている。市域の大部分はガルベストン郡に広がり、一部が隣接するハリス郡にかかっている。2000年代以降急成長を遂げており、2020年国勢調査時点での人口は114,392人と、2010年時点の83,560人からは36.9%、2000年時点の45,444人からは2.5倍以上に増加し、ガルベストン郡では郡庁所在地ガルベストンを抜いて最大、ヒューストン都市圏内の法人化された郊外都市としてはパサディナおよびペアランドに次ぐ第3位、テキサス州全体では第34位となっている。

## 歴史
今日リーグシティ市があるこの一帯には、クリア・クリーク河岸の貝塚から、紀元前9000-8000年頃からパレオ・インディアンが住み着いていたと考えられている。この貝塚はその後も、アタカパの構成部族の1つで、ガルベストン湾から現在のモントゴメリー郡コンロー市がある辺りまでに住み着いていた、アコキサ族の時代に至るまで使われ続けていた。しかし、この一帯のアタカパをはじめとする先住民は、西進してきたアングロサクソン系アメリカ人との戦争や、彼らが持ちこんだ病気のために激減し、19世紀初頭にはいくつかの部族の小さな村々が点在して残るのみになっていた。現在リーグシティのある地自体には、ヨーロッパ人が入植してくるまではカランカワ族の村があった。
この地の土地を初めて所有したヨーロッパ人は、アイルランド系のカトリック聖職者で、スティーブン・オースティンに近しかったミゲル・マルドゥーンで、1831年にここの土地11リーグ（256km2）を購入した。1839年には、ジョン・ロバート・デリックがここの土地640エーカー（2.6km2）を与えられ、妻と5人の子を連れ、他の入植者と共にこの地に入植した。その後もこの地への入植は続き、1854年には、ルイジアナ州カルカシュー郡からバトラー家、カウアード家、およびパーキンス家の3家族が小集団でこの地に入植した。また、1854年には、ガルベストン・ヒューストン・アンド・ヘンダーソン鉄道が開通し、この地を通った。
サムター要塞が陥落し、南北戦争が開戦すると、テキサス中で参戦への機運が高まった。これに呼応して、州知事フランシス・ラボックは志願兵を招集し、当時パーキンス・ランチと呼ばれたこの地で「マグノリア・レンジャーズ」（Magnolia Rangers）と呼ばれることになる連隊が編成された。この連隊は主に、ガルベストン郡、ハリス郡、ブラゾリア郡、およびチェンバーズ郡の牛飼いから成っていた。1864年春には、この連隊はレッド川方面作戦における重要な戦闘となった、マンスフィールドの戦いおよびプレザントヒルの戦いで活躍した。

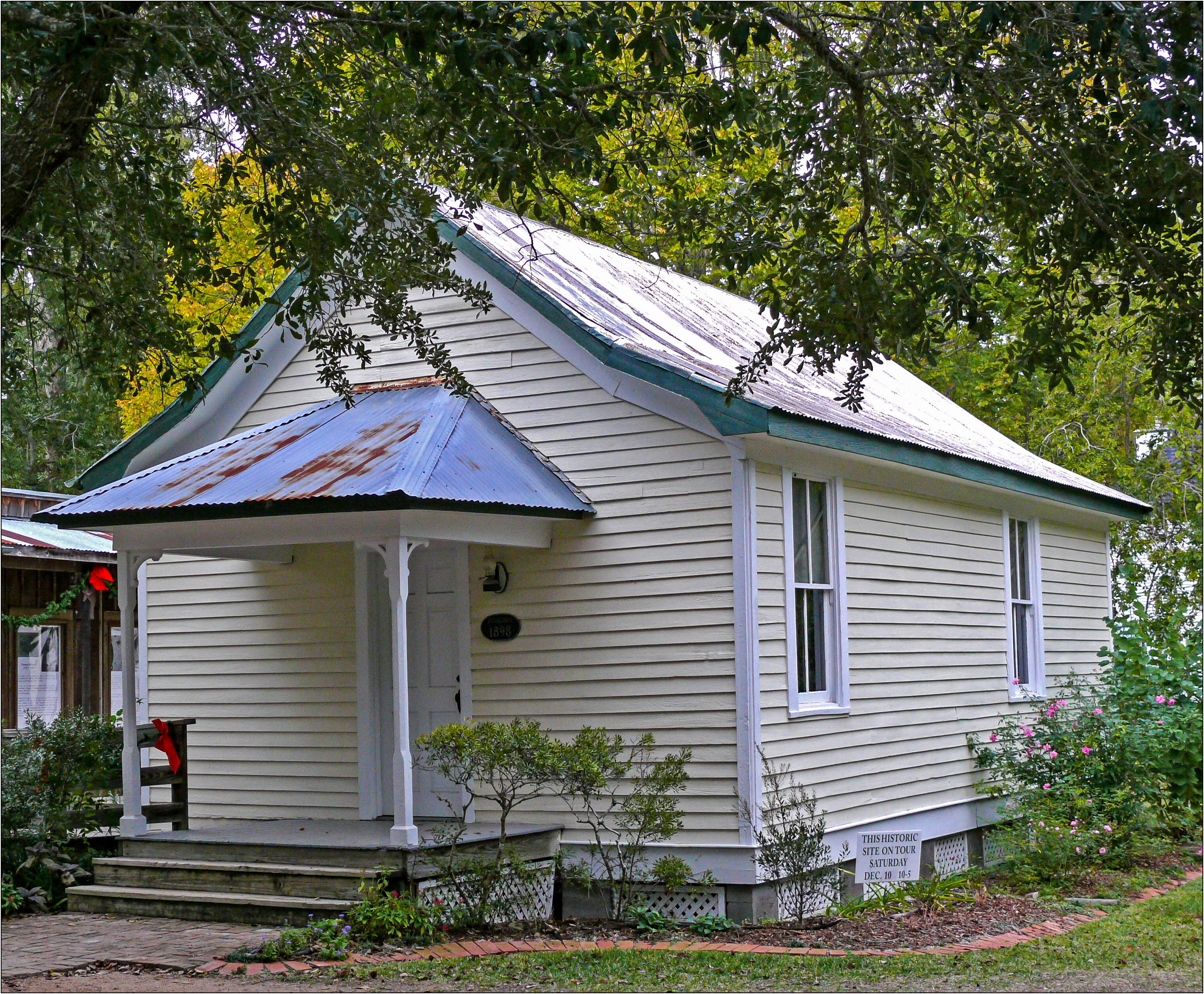
1901年に建てられたリトル・グリーン校旧校舎。現在はウェスト・ベイ公立学校子供博物館となっている。

南北戦争の終結後、鉄道が通っていることも幸いして、ガルベストン郡北部では牛の飼育が盛んになった。特に、初期入植者の1家族、バトラー家の末子であったジョージ・ワシントン・バトラーは、牛の牧畜で成功し、この地における影響力を増していった。やがてバトラーはガルベストンの資産家ジョン・チャールズ・リーグを説得し、ガルベストン・ヒューストン・アンド・ヘンダーソン鉄道の東側の土地を購入させた。1893年にリーグがこの土地を購入するまでは、この地はバトラーズ・ランチ、およびクリア・クリークと呼ばれていた。リーグはガルベストン・ヒューストン・アンド・ヘンダーソン鉄道沿線のこの土地に町を区画した。また、リーグが寄贈した土地には、町で最初の学校となったリトル・グリーン校が建てられた。その後、この町の名前をめぐって、もともとのクリア・クリークと、リーグの名にちなんだリーグシティとで、住民を二分する論争となったが、最終的には線路の西側のバトラーズ・ランチをも合併し、リーグシティという名に落ち着いた。
1870年代、バトラー家は移出元のルイジアナ州のアカディの伝統に倣って、バトラーズ・ランチの外周に、カルカシュー郡から持ち込んだドングリから育てた樫の木を植えた。1907年、この新しい町の街路にもこの伝統を受け継ぐべく、バトラーはリーグと組んで、平台型の貨車2台で樫の木を運んで、リーグシティの街路に植えた。これらの樫の木の多くは21世紀にも残っており、これら樹齢100年超の木々は「バトラー・オークス」（Butler Oaks）と呼ばれてリーグシティのシンボルになっている。
1890年代には、この地でも牧畜に代わって農耕が盛んになっていった。20世紀初頭にはこの地で酪農を営む者も出てきたほか、栽培される作物もイチゴ、トウモロコシ、キュウリ、テーブルビート、イチジク、トマト、グレープフルーツと多様化していったが、これらの栽培には主にイタリアから移入した家族が携わった。1903年、西原清東率いる一団はこの地に入植し、稲作を営み成功させた。この西原の一団の1人であった小林光太郎は、後にこの地で薩摩みかんの栽培を成功させた。
また、1910年代中盤には、ガルベストン・ヒューストン・アンド・ヘンダーソン鉄道のほか、インターナショナル＝グレート・ノーザン鉄道、ミズーリ・カンザス・アンド・テキサス鉄道、そしてインターアーバンのヒューストン・ガルベストン電鉄という、4本の鉄道がリーグシティを通った。
2000年代に入ると、別荘需要の高まりからガルベストンの不動産価格が高騰し、その影響でガルベストンから人口が流出し、リーグシティにも多く流入した。これにより、ガルベストンの人口が伸び悩む一方で、リーグシティの人口は爆発的に増加した。そのため、ガルベストン独立学区の管轄下にある公立学校の児童・生徒も数多く、リーグシティを学区域とするクリアクリーク独立学区やディッキンソン独立学区に転入した。
2021年、クリアクリーク高校からメイン・ストリートを隔ててすぐ北西に広がるバイユー・ブレイ歴史地区が、リーグシティ初の国家歴史登録財に指定された。

## 地理

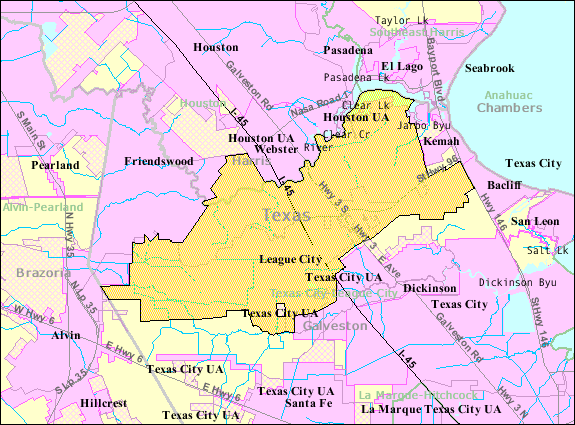
リーグシティの地図

リーグシティ市庁舎は北緯29度30分13秒 西経95度5分37秒 / 北緯29.50361度 西経95.09361度に位置している。市はテキサス州南東部、ヒューストンの南東郊、州間高速道路I-45沿いにあり、同市ダウンタウンとガルベストンのほぼ中間、いずれからも約35kmである。
アメリカ合衆国国勢調査局によると、リーグシティ市は総面積137.43km2（53.06mi2）である。そのうち132.77km2（51.26mi2）が陸地で4.66km2（1.80mi2）が水域である。総面積の3.39%が水域となっている。市域の大部分はガルベストン郡北端部に広がっているが、一部は隣接するハリス郡にかかっている。標高は市庁舎の位置で6.7mである。

### 気候
リーグシティを含むヒューストン都市圏の気候は、蒸し暑い夏と温暖な冬に特徴づけられる亜熱帯性で、ケッペンの気候区分では温暖湿潤気候（Cfa）に属する。気候についての詳細は、ヒューストン#気候も参照のこと。
|               | 1月  | 2月  | 3月  | 4月  | 5月  | 6月  | 7月  | 8月  | 9月  | 10月 | 11月 | 12月 | 年    |
| ------------- | ---- | ---- | ---- | ---- | ---- | ---- | ---- | ---- | ---- | ---- | ---- | ---- | ----- |
| 平均気温（℃） | 11.7 | 13.3 | 16.7 | 19.8 | 23.9 | 27.0 | 27.9 | 28.0 | 25.8 | 21.2 | 16.1 | 12.6 | 20.3  |
| 降水量（mm）  | 139  | 94   | 109  | 112  | 119  | 150  | 86   | 115  | 165  | 129  | 114  | 113  | 1,445 |

## 政治

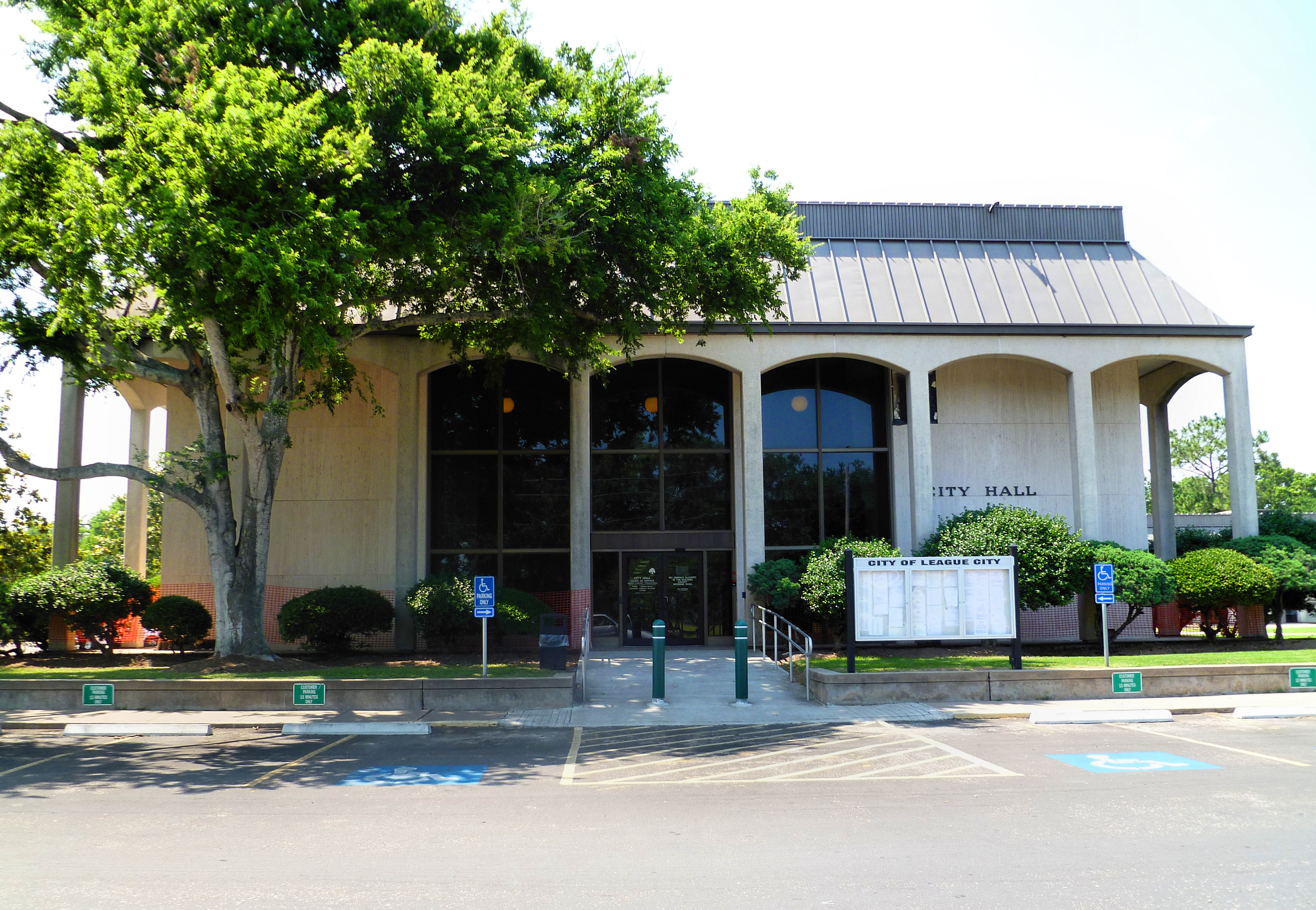
リーグシティ市庁舎

リーグシティはシティー・マネージャー制を採っている。この制度の下、市の立法機関である市議会が、市の行政の最高責任者となるシティー・マネージャーを任命する。シティー・マネージャーは市政府の人事、および市の予算の作成・施行を含む、市政府の日常業務全般に責任を負う。また、シティー・マネージャーは市議会の採択した政策を実行に移すと共に、市議会に助言し、また報告する義務を負う。
市議会は市長および7人の議員から成っている。市をいくつかに分けた選挙区は無く、7人全員が全市から選出される。また、市長は市議員とは別に全市から選出される。市長・市議員ともその任期は4年で、多選は2期までに制限されている。また、市長・市議員とも、アメリカ合衆国市民であること、選挙前1年以上リーグシティの住民であること、および21歳以上であること、という条件が課されている。

## 医療
ガルベストンに本部を置くテキサス大学医学部（University of Texas Medical Branch、UTMB）は、その附属病院の1つであるリーグシティ・キャンパスをI-45沿いに置いている。

## 交通
ペアランドを含むヒューストン都市圏の第1空港は、ヒューストンのダウンタウンから北へ約28km、リーグシティからは約60km離れたジョージ・ブッシュ・インターコンチネンタル空港（IATA: IAH）である。同空港はユナイテッド航空（旧コンチネンタル航空）のハブ空港で、同社の便を中心に合衆国内外から多数の直行便が就航している。第2空港であるウィリアム・P・ホビー空港（IATA: HOU）はヒューストンのダウンタウンから南東へ約15km、リーグシティからは北西へ約24kmであり、こちらのほうがリーグシティにはずっと近い。同空港はサウスウエスト航空の焦点空港となっている。かつてはリーグシティ市域内にもヒューストン湾空港（当時のIATA: SPX）があったが、2002年に閉港した。
州間高速道路I-45はリーグシティ市域のほぼ中央部を南北に通っている。I-45は北へはヒューストンのダウンタウンや、北郊のザ・ウッドランズ等を通ってダラス方面へ、また南へはガルベストンへと至る。
UTMBはガルベストンとリーグシティとを結ぶパークアンドライドのバスを朝夕の通勤時間帯に運行し、同学およびその附属病院の教職員および学生だけでなく、一般客にも公開している。このバスは前述のUTMBリーグシティ・キャンパスに発着し、途中テキサスシティにも停車する。

## 教育

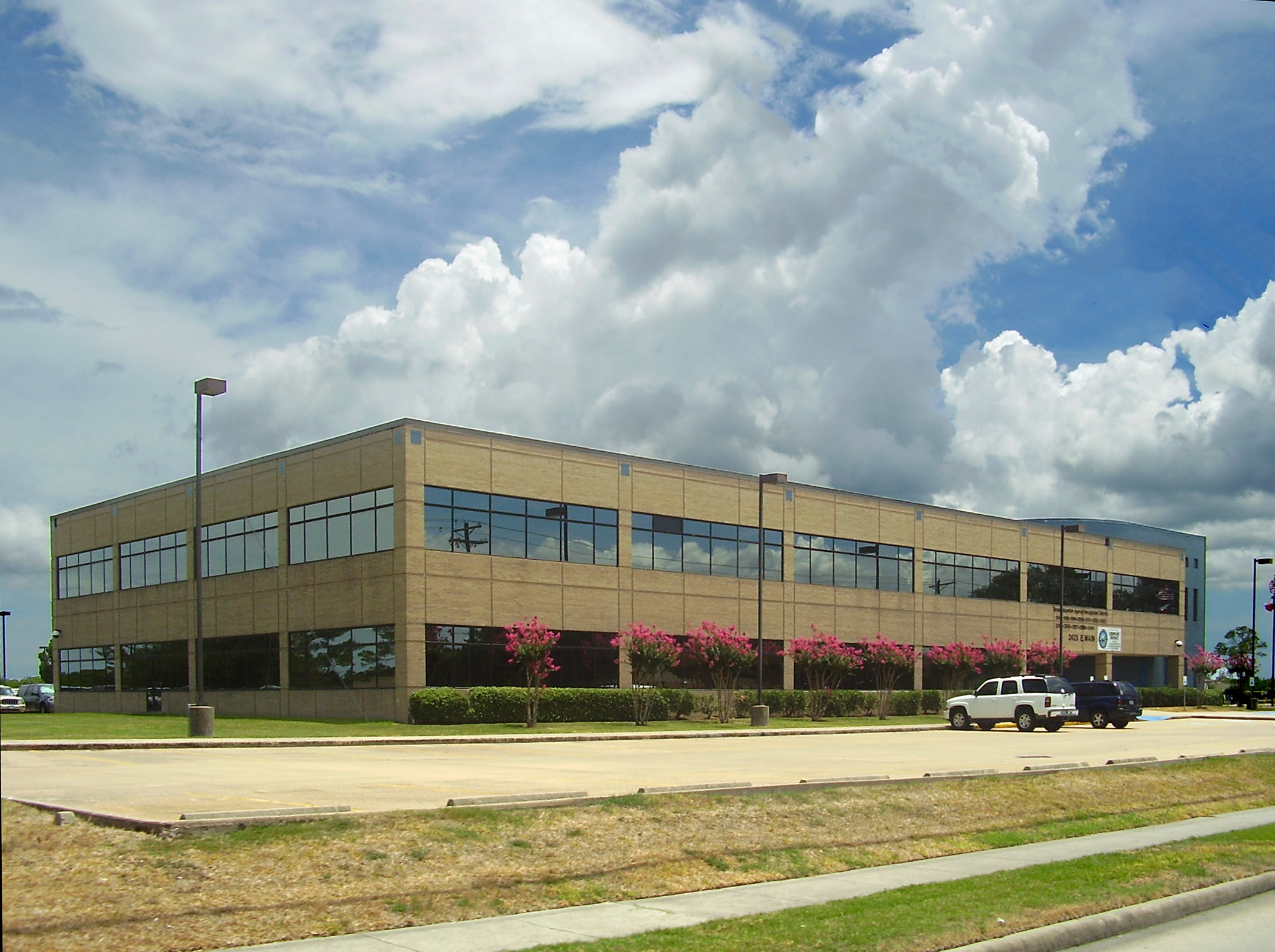
クリアクリーク独立学区本部

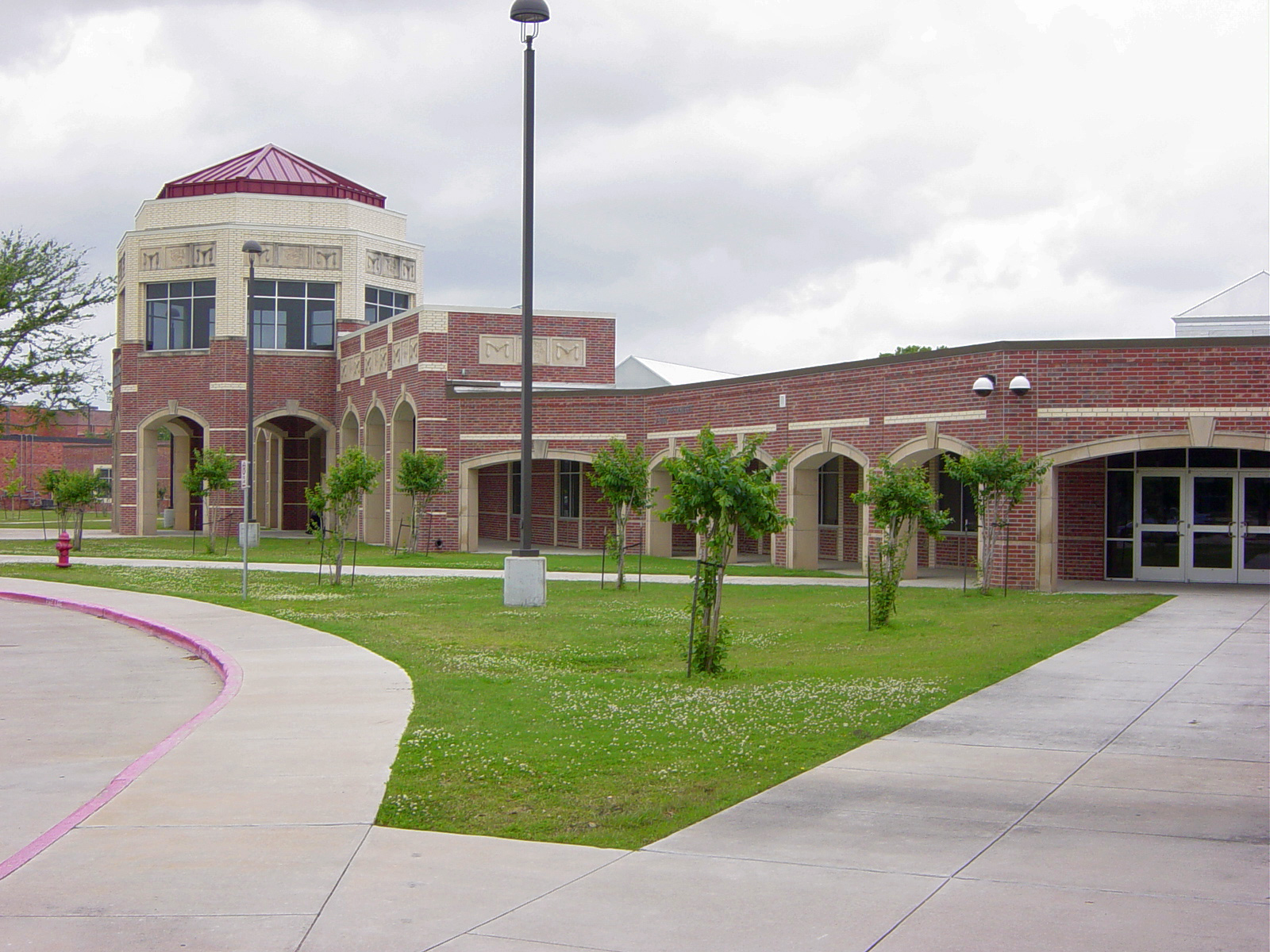
クリアクリーク高校

リーグシティにおけるK-12課程は、市内に本部を置き、リーグシティ市域のほとんどを学区域とする、クリアクリーク独立学区の管轄下にある公立学校によって主に支えられている。同学区は小学校（就学前・幼稚園・1-5年生）27校、中学校（6-8年生）10校、高校（9-12年生）7校、および中高一貫オルタナティブ教育校1校を有し、約42,000人の児童・生徒を抱えている。また、リーグシティ市域の一部は、隣接するディッキンソン独立学区およびサンタフェ独立学区の学区域に入っている。
これらの公立学校に加えて、カトリック教会のガルベストン・ヒューストン大司教区は小中一貫（就学前・幼稚園・1-8年生）の聖メアリー・カトリック学校を、またファースト・バプテスト教会は小中高一貫（就学前・幼稚園・1-12年生）のベイエリア・クリスチャン学校をそれぞれ置いている。

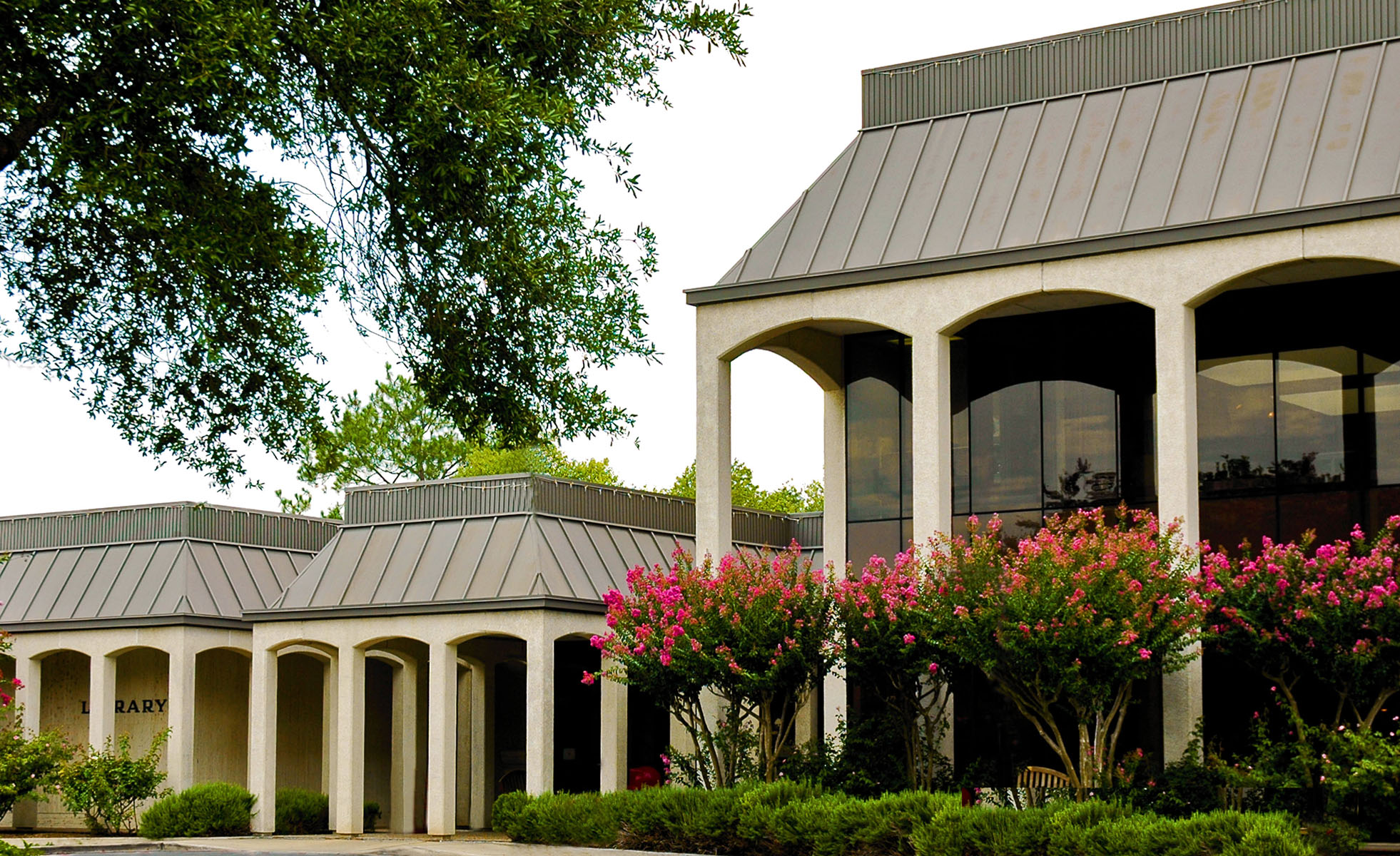
ヘレン・ホール図書館

リーグシティの公立図書館であるヘレン・ホール図書館はウォーカー・ストリート沿い、市庁舎をはじめとする市の官公庁が建ち並ぶ地区の一角に立地している。同館はその初期、1970年代に、同館の創設に尽力したヘレン・ホールを讃えて、1985年にその名が冠せられた。同館はガルベストン郡図書館システムを構成する1館にもなっている。

## 文化と名所

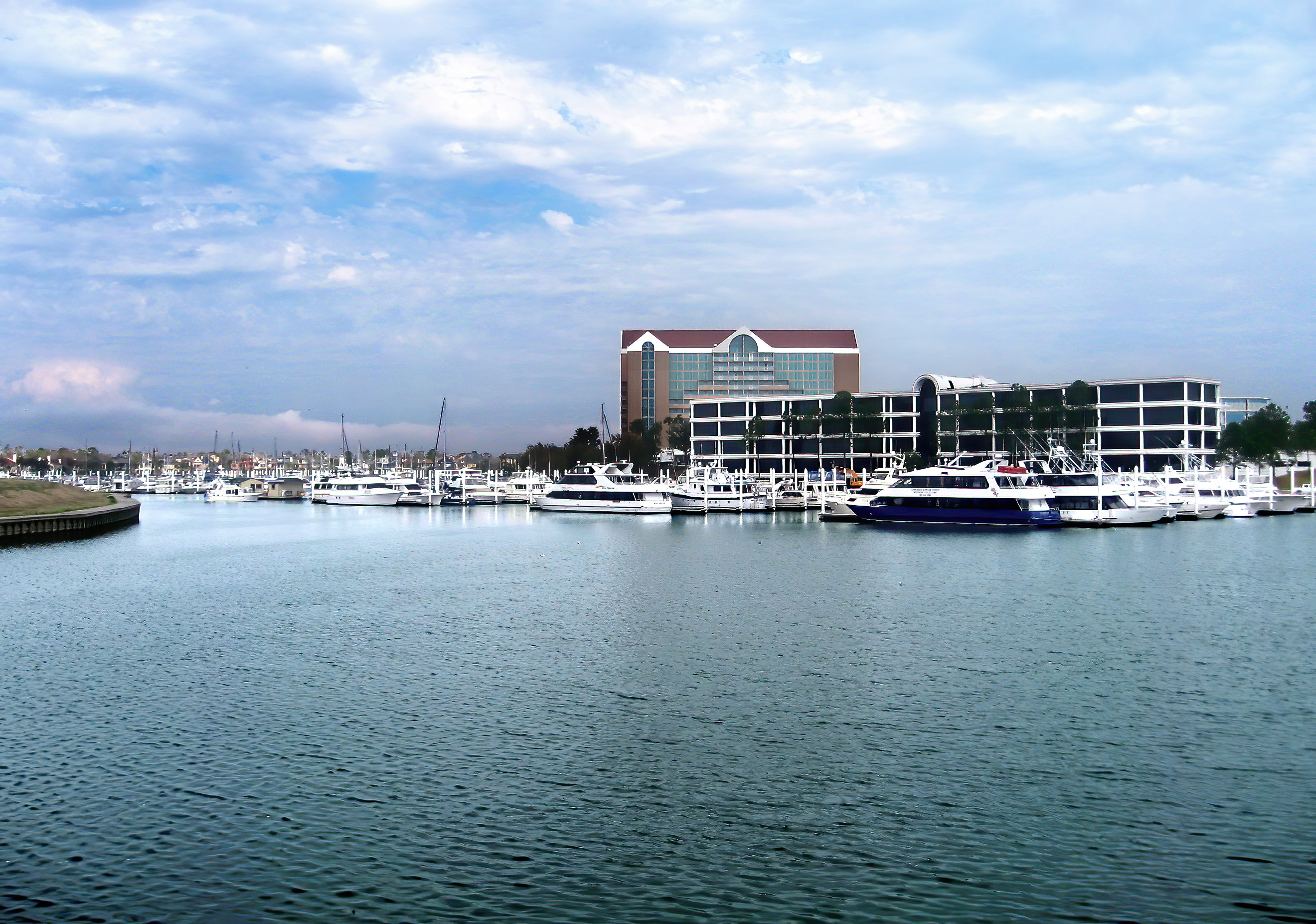
サウスショア・ハーバー・リゾート・アンド・カンファレンスセンター

市北端、クリア・クリーク沿いに設置されているヘリテージ・パーク内には、バトラー・ロングホーン博物館が立地している。同館はもともと、地元銀行家ウォールター・ホールの邸宅だったが、2002年に市当局がテキサス州公園・野生動物局からの400,000ドルにのぼる助成金でその家屋と敷地を買い取り、改装して2009年5月に博物館として一般に公開し始めたものである。同館は地元住民ミルビー・バトラーがテキサスロングホーンを絶滅の危機から救うにあたって果たした役割を伝えると共に、リーグシティの歴史に関する事物を収蔵・展示している。
市北東端、クリア・クリークがガルベストン湾に流れ込む河口に形成されているクリア湖は、全米でも有数のプレジャーボートのメッカであり.、その南岸、リーグシティ側には、サウスショア・ハーバー・リゾート・アンド・カンファレンスセンターという、マリーナを備えたリゾートが立地している。近隣のクリア・クリーク自然センターや、湖のすぐ北西に立地するジョンソン宇宙センター等ともあわせて、一帯の名所となっている。

## 人口推移
以下にリーグシティ市における1970年から2020年までの人口推移をグラフおよび表で示す。ヒューストン・ザ・ウッドランズ・シュガーランド都市圏、およびヒューストン・ザ・ウッドランズ広域都市圏全体の人口については、ヒューストン#都市圏を参照のこと。
| 統計年 | 人口      |
| ------ | --------- |
| 1970年 | 10,818人  |
| 1980年 | 16,578人  |
| 1990年 | 30,159人  |
| 2000年 | 45,444人  |
| 2010年 | 83,560人  |
| 2020年 | 114,392人 |